# Julia Garnica
Julia Garnica (Ciudad de México, 1906-Matamoros, 24 de junio de 1980) fue una cantante mexicana. Fue la primera voz del trío Trío Garnica-Ascencio, agrupación pionera en la conformación de tríos románticos en el país.

## Trayectoria
Nacida en la Ciudad de México, Garnica se dedicaba a la venta de periódicos cuando un empresario la oyó cantar. Fue animada a audicionar como cantante en el Teatro Lírico por el empresario José Pepe Campillo, hecho que ocurrió en 1923. Tras ello Garnica se integró al nuevo Trío Garnica-Ascencio con las hermanas Ofelia Ascencio y Blanca Ascencio presentándolas en julio de 1927 en la llamada La feria de la canción, un concurso para que compositores enviaran canciones que serían interpretadas por la nueva agrupación. El trío se llamó antes Trío Reyes-Ascensio dado que estaba integrada por las hermanas y por Lucha Reyes, misma que salió del trío por problemas de alcoholismo.
Julia Garnica se haría famosa con el Trío Garnica-Ascencio, exitoso en la interpretación del estilo llamado campirano, mismo que realizaban presentándose con atuendos de chinas poblanas. Se presentaron en estaciones de radio como XEW y realizaron giras no solo en México sino en países de América y Europa con repertorio de María Grever, Agustín Lara y Guty Cárdenas, entre otros. Como solista Garnica interpretó éxitos de Agustín Lara, como lo hizo estrenando en el Teatro Degollado el bolero Rosa en 1929.
Pasó sus últimos años en la ciudad de Matamoros, donde falleció en 1980.